# Rhaphidophora stridulans
Rhaphidophora stridulans är en insektsart som beskrevs av Sigfrid Ingrisch 2006. Rhaphidophora stridulans ingår i släktet Rhaphidophora och familjen grottvårtbitare. Inga underarter finns listade i Catalogue of Life.